# Tuzla (Istambul)

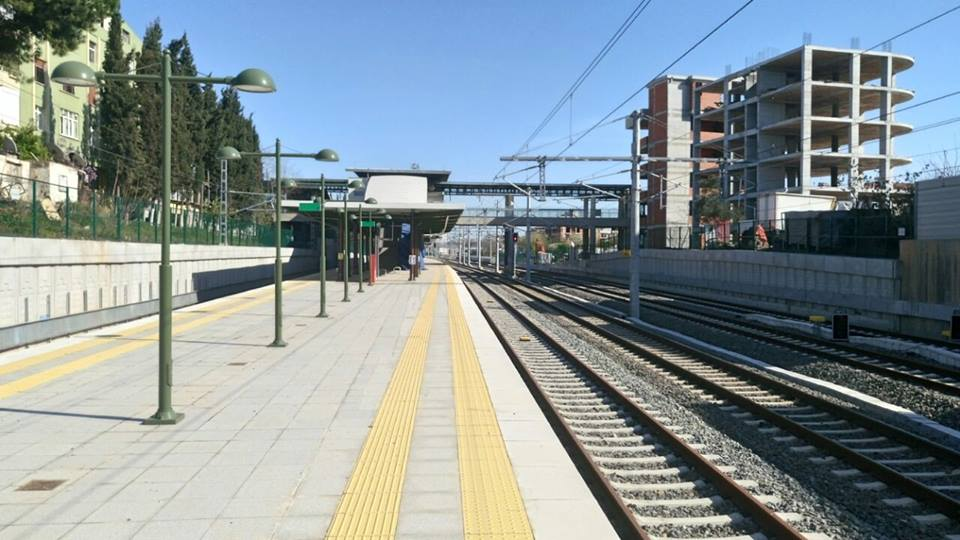
Tuzla train station

Tuzla é um distrito de Istambul, na Turquia, situado na parte Anatólia da cidade. Conta com uma população de 170 453  habitantes (2008).